# Jabaquara Atlético Clube
Jabaquara Atlético Clube é uma agremiação esportiva da cidade de Santos, litoral do estado de São Paulo. 
Foi fundada em 15 de novembro de 1914 e suas cores são amarelo e vermelho. 
A agremiação, anteriormente chamada Hespanha FBC, é um dos membros fundadores da Federação Paulista de Futebol.
Atualmente, o clube disputa a Série A4 do Campeonato Paulista, equivalente ao quarto nível estadual.

## História
Um grupo de jornaleiros espanhóis, ou "tribuneiros", como eram conhecidos, com a união de associações ou agremiações esportivas dos imigrantes europeus na região de Santos do início do século XX, e o interesse na nova modalidade esportiva, reuniam-se em torno do atual bairro do Jabaquara. Para dar nome à nova equipe foram dadas várias sugestões, entre elas Nova Cintra e Jabaquara. Foi quando um senhor negro, ex-escravo, entrou e propôs: Espanha, que foi logo aceito por todos, e fundaram o Hespanha Foot Ball Club, conforme denominavam em 15 de novembro de 1914.
A sua primeira partida oficial ocorreu em 1916, contra o Clube Afonso XIII, em um resultado de 1 a 1, numa ocasião em que foi levantado o primeiro pavilhão do clube. Surpreendeu com uma gloriosa vitória e arrecadação contra o SPR no ano seguinte, onde festejaram e conquistaram diversos associados e atenção na cidade.
Nos anos de 1918 a 1920, conquistou a "Taça Grande Café D'Oeste" e participou como convidado na inauguração do estádio da Associação Atlética Portuguesa. O seu crescimento foi tamanho a partir de então, que em 1924 foi construído um estádio maior, localizado no bairro do Macuco como "Estádio Antonio Alonso", que levou o nome do seu proprietário, passando a ser chamado o time popularmente como o "Leão do Macuco".
Estreou em competições profissionais no ano de 1927 no Campeonato Paulista organizado pela LAF (Liga dos Amadores de Futebol), conseguindo de cara um vice-campeonato. Ainda em 1927, o Hespanha enfrenta seu primeiro adversário internacional com uma vitória de 3x2 contra a Seleção de Buenos Aires.
Foi um dos clubes fundadores da Federação Paulista de Futebol (FPF), em 1941. No ano seguinte, por conta de pressão política, o nome do clube teve de ser alterado, virando Jabaquara.
Em 1944 o time atingiu o seu auge com o melhor ataque do futebol paulista. Foi no período entre 1940 e 1957 que o clube revelou vários craques, com o técnico Arnaldo de Oliveira, popularmente conhecido como Papa. As maiores estrelas reveladas foram o goleiro Gylmar, com passagem pelo Sport Club Corinthians Paulista e campeão mundial pelo Santos Futebol Clube e Seleção Brasileira de Futebol, e Osvaldo da Silva, conhecido como Baltasar, que era o nome do seu irmão que jogava no Santos FC. Outros craques formados: Marcos (revelado para o Corinthians); Feijó, Getúlio, Ramiro e Álvaro (para o Santos); Célio (para o Vasco da Gama); e Melão, (do Santos para o SPAL na Itália).
No entanto, em 1945 o clube sofreu grave crise financeira que afetou o time quase com o rebaixamento à segunda divisão, senão dispusesse de um recurso de seu advogado. Houve a venda de um valorizado terreno, próximo à praia, no bairro Ponta da Praia (Santos), que não saldou as dívidas do clube, para questionamento de muitos até os dias atuais. Restou treinar em um campo na cidade vizinha de São Vicente.
Assim correram os anos até que em 1957, com uma vitória de virada em partida histórica contra o bicampeão paulista Santos Futebol Clube na Vila Belmiro, sob coordenação de Nelson Ernesto Filpo Nuñes, passando a ser chamado de Dom Filpo pelo seu feito de vitórias consecutivas no Jabaquara, salvando ainda o clube de um rebaixamento pela segunda vez em 1959. O inevitável rebaixamento ocorreu em 11 de dezembro de 1963. De lá para cá, o Leão da Caneleira não mais retornou.
Em 1960, se estabeleceu em Caneleira, com a compra de um campo de 67m² que onde foram construídos um Centro de Treinamento, uma Quadra de Futebol Society e um campo com capacidade para 8 mil pessoas, que trouxeram renda ao clube e valorizaram a região. Entre 1967 e 1977 passou por diversas crises financeiras, até decretar falência e pedir à FPF que jogasse apenas de forma amadora.
Em luta pela sobrevivência, este histórico clube alterna entre a Segunda Divisão (atual A-2) e a Terceira, como privilegiado fundador da Federação Paulista. Em 1983, Nabi Abi Chedid aumentou o número de times na Segunda Divisão, inserindo o clube, mas acabou retornando à Terceira.
Foi campeão paulista da Série A3 em 1993.
Em 2002 o Jabaquara foi campeão da Série B3.

## Títulos
| ESTADUAIS | ESTADUAIS                      | ESTADUAIS | ESTADUAIS   |
|           | Competição                     | Títulos   | Temporadas  |
| --------- | ------------------------------ | --------- | ----------- |
|           |                                |           |             |
|           | Campeonato Paulista - Série A2 | 1         | 1927        |
|           | Campeonato Paulista - Série A3 | 1         | 1993        |
|           | Campeonato Paulista - Série B3 | 1         | 2002        |
| TOTAL     |                                |           |             |
|           | Competição                     | Títulos   | Temporadas  |
|           | Títulos oficiais               | 3         | 3 Estaduais |

### Outras conquistas
- Taça Grande Café D'Oeste: (1918, 1919 e 1920).
- Torneio Extra Citadino de Santos: 1944
- Torneio Relâmpago de Santos: 1945
- Torneio Início Citadino de Santos: 1933 (como Hespanha) e 1949
- Campeonato Paulista de Futebol - Segunda Divisão Sub-20: 1995

### Campanhas de destaque
| DESTAQUES           | DESTAQUES                  |
| Competição          | Resultados                 |
| ------------------- | -------------------------- |
| Campeonato Paulista | Vice-campeão (1927 e 1934) |

## Estatísticas

### Participações
| Aumento | Promovido à divisão superior  |
| Baixa   | Rebaixado à divisão inferior  |
| Inativo | Licenciamento no ano seguinte |

|  | Participações em 2025 |

| Competição | Competição          | Temporadas | Melhor campanha           | Anos                                         | A | R |
| São Paulo  | Campeonato Paulista | 30         | Vice-campeão (1927, 1934) | 1927-1929 , 1935-1952 e 1955-1963            |   | 1 |
| São Paulo  | Série A2            | 6          | Sem dados                 | 1964-1967 , 1980 e 1982                      | – | ? |
| São Paulo  | Série A3            | 12         | Campeão (1993)            | 1981 e 1983-1993                             | ? | ? |
| São Paulo  | Série A4            | 29         | Sem dados                 | 1977-1979, 1994-1999 e 2005-2020 e 2022-2025 | ? | 1 |
| São Paulo  | Segunda Divisão     | 3          | ?° colocado (2000)        | 2000 e 2003-2004                             | – | – |
| São Paulo  | Série B3 (extinta)  | 1          | Campeão (2002)            | 2002                                         | 1 |   |
| São Paulo  | Copa Paulista       | 1          | Primeira fase (1987)      | 1987                                         |   |   |

### Últimas dez temporadas
Legenda:
| Campeão Vice-campeão Eliminado nas semifinais | Campeão e promovido à divisão superior Vice-campeão e/ou promovido à divisão superior Rebaixado à divisão inferior | Classificado à fase de grupos da Copa Libertadores Classificado à fase preliminar da Copa Libertadores Classificado à Copa Sul-Americana |

## Jogadores ilustres
- Rubens Cardoso
- Rodrigão
- Gilmar
- Baltzar (Cabecinha de Ouro)
- Rafael Carreira
- Ricardo Moura
- José Maria Marin [19]

## Hinos
1. Adotado hino oficial, composto por Ercília Centurion Rodrigues Gonzalez
2. Marcha do Leão, por Coroas do Ritmo, em 1979

## Dados gerais
- Primeiros presidentes provisórios: Luiz Lopez Ramos e Ricardo Rodriguez
- Primeiro presidente oficial: Odillo Prieto Garcia
- Últimos presidentes: Sérgio dos Santos Silveira, Delchi Migotto Filho, Bento Marques e Manoel Rodriguez.
- Estádio Espanha - Caneleira - Santos - SP -